# CTAN
CTAN(Comprehensive TeX Archive Network 의 약자)은 TeX 관련 자료와 소프트웨어를 다운로드 할 수 있는 세계적으로 권위있는 곳이다. TeX의 MikTeX 배포판과 같은 다른 프로젝트의 저장소는 CTAN의 대부분을 지속적으로 반영하고있다.

## 역사
CTAN 이전에는 TeX 자료를 공용으로 다운로드 할 수 있는 많은 곳은 있었지만 체계적인 수집은 없었다. 1991년 EuroTeX 회의에서 Joachim Schrod가 진행 한 연단 토론에서 이 아이디어는 별도의 자료들을 체계적으로 모으기 위해 생겨났다. (Joachim은 1983년부터 TeX 커뮤니티에서 활동 중이며 그 당시 독일에서 가장 큰 FTP 서버 중 하나를 운영했기 때문에  이 주제에 관심이 있었다.)
CTAN은 독일의 라이너 쇼프(Rainer Schöpf) 와 요아킴 슈로드(Joachim Schrod), 영국의 세바스찬 라츠(Sebastian Rahtz) 그리고 미국의 조지 그린워드(George Greenwade) 에 의해 1992년에 만들어졌다(조지 그린워드는 명칭을 제안했다). 페트라 뤼베 - 푸글 리제(Petra Ruebe-Pugliese), 라이너 쇼프(Rainer Schöpf), 로빈 페어 베른스(Robin Fairbairns)와 같은 아카이브와 TeX 카탈로그 업데이트를 유지하는 사람들은 여전히 3명이다. 사이트 구조는 1992년 초에 세바스찬 라츠(Sebastian Rahtz)가 주요 작업을 수행하고 1993년 초에 동기화됐다. 텍스유저그룹(TeX Users Group)은 이 작업 조직을 위한 프레임 워크인 테그니컬워킹그룹(Technical Working Group)을 제공했다. CTAN은 1993년 애스턴 대학교(Aston University)에서 열린 유로텍스(EuroTeX) 회의에서 공식 발표되었다.
영어 사이트는 처음부터 안정적 이었지만 미국 사이트와 독일 사이트는 모두 세 번 이동했다. 미국 사이트는 조지 그린워드(George Greenwade)의 샘 휴스턴 주립 대학교(Sam Houston State University)에서 처음 개최되었으며 1995년 칼 베리(Karl Berry) 가 운영하는 매사추세츠 대학교 보스턴(UMass Boston)으로 옮겨졌다. 1999년에는 버몬트주 콜체스터의 세인트 마이클스 칼리지(Saint Michael's College) 로 옮겼다. 그곳에서 2011년 1월 말에 오프라인 상태가 되었다고 발표되었다. 2013년 1월부터 유타 대학교에서 미러를 호스팅했다 (업로드 노드 없음). 독일 사이트는 라이너 쇼프(Rainer Schöpf)가 운영하는 하이델베르크 대학교에서 처음 시작되었다. 1999년에는 라이너 (Rainer)가 운영하는 마인츠 대학교 (Mainz University) 로 옮겼다. 2002년 함부르크 대학교, 라인하르드 지에르크(Reinhard Zierke)에 의해 운영됐고 2005년에 마침내 상업용 호스팅 회사로 옮겼다. 트래픽이 너무 많아 대학 후원을받을 수 없었기 때문이었다. 독일 사이트는 DANTE(독일 텍스 유저그룹,Deutschsprachige Anwendervereinigung TeX)에 의해 보조금을 받고 있다.
오늘날 주요 CTAN 노드는 전 세계 94개 미러 사이트를 제외하고 매월 6TB 이상 다운로드를 처리하고있다.

## 같이 보기
- OCR-A
- OCR-B

## 참고
- (CTAN)ctan.org의 OCR-A 무료배포글꼴